# بازیگه
بازیگه (به فرانسوی: Baziège) یک کمون (فرانسه) در فرانسه است که در canton of Montgiscard واقع شده‌است. بازیگه ۱۹٫۷۲ کیلومتر مربع مساحت دارد ۱۸۰ متر بالاتر از سطح دریا واقع شده‌است.

## خواهرخوانده
شهر Sant Mateu خواهرخواندهٔ بازیگه هست.